# IIHF European Champions Cup
Der IIHF European Champions Cup war ein von der Internationalen Eishockey-Föderation IIHF im Jahr 2005 erstmals ausgetragener Eishockey-Europapokalwettbewerb für Vereinsmannschaften. Das Turnier galt als Nachfolger des von 1965 bis 1996 ausgetragenen Europapokals und der European Hockey League, die als Champions League im Eishockey gedacht war und in den Spielzeiten von 1996 bis 2000 ausgetragen wurde. Der Sieger des Turniers erhielt eine überarbeitete Version der für die European Hockey League im Jahr 1997 entworfene Silver Stone Trophy.
Teilnahmeberechtigt waren die amtierenden Meister der sechs besten europäischen Ligen nach der IIHF-Weltrangliste. Die amtierenden Meister anderer europäischer Ligen können am IIHF Continental Cup teilnehmen. Aus den deutschsprachigen Ländern konnten die Frankfurt Lions aus Deutschland im Jahr 2005, die Schweizer Vereine HC Davos 2006 und 2008 und der HC Lugano 2007 teilnehmen. Dabei blieb Frankfurt ohne Sieg, während die beiden Schweizer Mannschaften jeweils einen Sieg erringen konnten.
Rekordteilnehmer ist die Mannschaft von Kärpät Oulu, die sich dreimal für das Turnier qualifizieren konnte. Sie unterlagen zweimal erst im Finale den jeweiligen Teilnehmern aus Russland. Die erfolgreichste Nation ist Russland, deren Mannschaften alle Spiele des Wettbewerbs gewonnen haben. Anschließend folgen die Mannschaften Finnlands, die bei drei Turnieren Finalgegner waren.
Am 20. April 2007 gab der Weltverband bekannt, dass die Champions Hockey League den IIHF European Champions Cup zur Saison 2008/09 als Landesmeisterwettbewerb ablöst.

## Modus
Die sechs Mannschaften wurden in zwei Dreiergruppen eingeteilt, welche je einen Gruppensieger ermittelten. Die Sieger der beiden Gruppen spielten in einer Finalpartie den Turniersieger aus.

## Siegerliste
| Jahr | Gewinner                  | Erg.      | Finalgegner     | Spielort                   |
| ---- | ------------------------- | --------- | --------------- | -------------------------- |
| 2005 | HK Awangard Omsk          | 2:1 n. V. | Kärpät Oulu     | Sankt Petersburg, Russland |
| 2006 | HK Dynamo Moskau          | 5:4 n. P. | Kärpät Oulu     | Sankt Petersburg, Russland |
| 2007 | Ak Bars Kasan             | 6:0       | HPK Hämeenlinna | Sankt Petersburg, Russland |
| 2008 | HK Metallurg Magnitogorsk | 5:2       | HC Sparta Prag  | Sankt Petersburg, Russland |